# Zoskales
Zoskales (en griego antiguo: Ζωσκάλης) (c. 100 d. C.) fue un antiguo rey en el Cuerno de África, cuyo reino incluía la antigua ciudad portuaria de Adulis en lo que hoy es Eritrea.

## Historia
El Periplo del mar Eritreo, una guía náutica del siglo I sobre las rutas de comercio del Mar Rojo, menciona a Zoskales como el gobernante de Adulis, un importante puerto comercial. Las fuentes antiguas describen a Zoskales como alguien de personalidad tacaña, aunque justo en su gobierno. También se menciona que conocía el griego.
Desde la época del explorador Henry Salt, algunos eruditos, entre ellos Sergew Hable Sellassie y YM Kobishchanov, han identificado a Zoskales con Za Haqala, un nombre que aparece en las listas de reyes del reino de Aksum, que habría gobernado durante 13 años entre los reyes Za Zalis y Za Dembalé. Sin embargo, el investigador G.W.B. Huntingford cuestiona esta identificación, argumentando que no hay evidencia suficiente para asegurar que Zoskales y Za Haqala fueran la misma persona. Según Huntingford, Zoskales podría haber sido un líder de menor importancia cuyo poder se limitaba únicamente a la ciudad de Adulis.